# Peter Pond

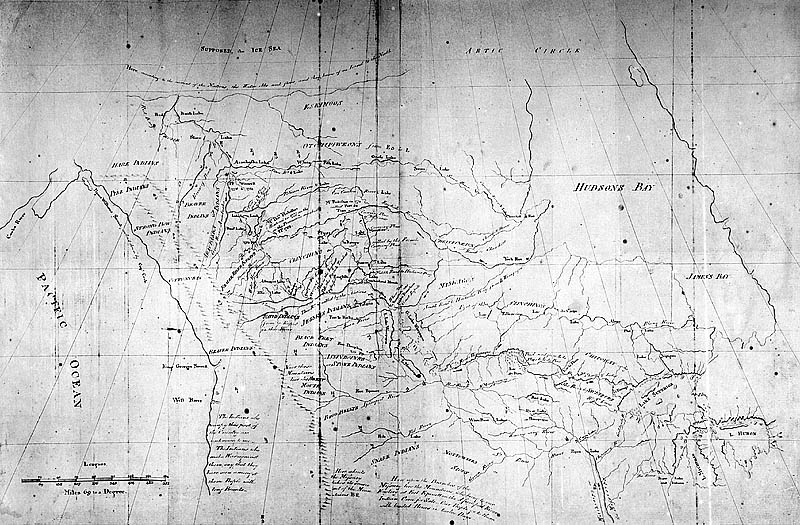
Copia de un mapa presentado al Congreso de los Estados Unidos y al vicegobernador de Quebec por Peter Pond, 1785 (Archivos Nacionales de Canadá).

Peter Pond (Milford, Connecticut, 1739 o 1740 - Milford, 1807) fue soldado del regimiento de Connecticut, comerciante de pieles, miembro fundador de la Compañía del Noroeste, explorador del Ártico y cartógrafo nacido en los Estados Unidos. 

## Biografía
Peter Pond comenzó su carrera en el comercio de pieles con su padre en los alrededores de Detroit (Míchigan), comerciando hasta Minnesota y Wisconsin. A través de su empresa, conoció a Alexander Henry, Simon McTavish y los hermanos Thomas, Benjamin y Joseph Frobisher. Fundaron la Compañía del Noroeste, que desarrolló una feroz rivalidad con la Compañía de la Bahía de Hudson. En búsqueda de nuevos lugares donde cazar y comerciar con pieles, exploró el oeste de los Grandes Lagos. En la temporada 1776-78 ya invernó en un puesto de piel que construyó en el cruce del río Sturgeon y el río Saskatchewan Norte, cerca de la actual localidad de Prince Albert. El sitio es hoy un sitio histórico nacional. 
En 1783 las exploraciones de Pond le llevaron a la región del lago Athabasca, una región que se extiende desde el Lac Ile-a-la-Crosse hasta el río de la Paz. Exploró las vías navegables en el lago y determinó la ubicación aproximada de Gran Lago del Esclavo y del Gran Lago del Oso, en la región de las tribus de las Primeras Naciones. Valiéndose de sus notas y diarios, Pond logró dibujar un mapa que mostraba los ríos y lagos de la región de Athabasca, incluyendo lo que se conocía desde la zona de la bahía de Hudson hasta las Montañas Rocosas e interpolando su información hasta el océano Ártico. 
En 1785 se presentó al Congreso de los Estados Unidos una copia del mapa de Pond, acompañada de un informe detallado, y una segunda copia fue remitida al Teniente-Gobernador de Quebec, Henry Hamilton. Pond necesitaba apoyo financiero para continuar sus exploraciones de los límites de América del Norte hacia el noroeste, pero el gobierno británico no lo apoyó. Un socio en la Compañía del Noroeste, fundada en 1784, quedó a cargo de los negocios de la compañía en la región de los ríos Athabasca y Paz. Hombre ambicioso, con una reputación de un carácter violento, estuvo implicado en dos asesinatos. Aunque absuelto de los cargos de homicidio, la empresa lo reemplazó por Alexander MacKenzie (1764–1820), un escocés que sería uno de los grandes exploradores del norte de Canadá. Mientras Mackenzie se hacía cargo de la gestión de la empresa, aprendió mucho de Pond sobre la región de los ríos Athabasca y Paz. Pond dejó la Compañía del Noroeste en 1788. 
Mackenzie estaba intrigado por la creencia de Pond de que los afluentes de la región podrían desaguar en un gran río que fluiría hacia el noroeste, hacia el tan buscado Paso del Noroeste. Mackenzie, dando crédito a Pond, tomó la iniciativa y logró dar con ese gran río y seguirlo hasta su desembocadura. El río, que ahora se llama en su honor río Mackenzie, desaguaba en efecto en el océano Ártico, en uno de los tramos del todavía desconocido Paso del Noroeste. Peter Pond había contribuido a la cartografía de Canadá dibujando el contorno general de la cuenca del río Mackenzie, que registró en 1789. Los mapas que Peter Pond realizó posteriormente, basados en sus propias exploraciones y en la información que le proporcionaron tribus de las Primeras Naciones, le supusieron finalmente el reconocimiento internacional a finales del siglo XVIII. 
En 1790, Pond vendió sus acciones de la Compañía del Noroeste a William McGillivray (1764–1825), otro comerciante de pieles nacido en Escocia. Volvió a Milford, Connecticut, donde murió en 1807.

## Reconocimientos
El lago Peter Pond, localizado en el noroeste de la provincia de Saskatchewan, honra su memoria.